# Anticoncepción de emergencia en España
La anticoncepción de emergencia en España hace referencia a los métodos anticonceptivos utilizados en España que impiden que un óvulo fecundado se implante en el útero. Éstos incluyen la píldora del día después y el levonorgestrel. La situación en España es única debido a su historia del acceso a la anticoncepción en general, el cronograma legislativo que legalizó la anticoncepción de emergencia y bajo qué condiciones podrían dispensarse, el impacto de la objeción de conciencia por parte de médicos y farmacéuticos, los casos en el poder judicial español relacionados con la objeción de conciencia, el costo relativamente alto en comparación con otros países de Europa y Norteamérica, la vinculación de la anticoncepción de emergencia con los esfuerzos para reducir los abortos por parte de los partidos políticos tanto de izquierda como de derecha, el impacto de la pandemia de COVID-19 en la distribución de anticonceptivos de emergencia, y las estadísticas de uso.
El artículo 149.1.16 de la Constitución Española otorga al Gobierno nacional el derecho exclusivo de regular los productos farmacéuticos en España. La Ley 29/2006 otorga a la Agencia Española de Medicamentos y Productos Sanitarios (AEMP) el derecho de modificar las condiciones relativas a la prescripción y dispensación por motivos relacionados con la salud pública o la defensa de la salud. La distribución de la Píldora Anticonceptiva de Emergencia (PAU) fue autorizada por el gobierno encabezado por el Partido Popular de José María Aznar el 23 de marzo de 2001 y su distribución comenzó en mayo de 2001. Las políticas relativas al uso de la anticoncepción de emergencia en la atención sanitaria pública se dejaron en manos de los gobiernos regionales, lo que dio lugar a diferentes políticas y niveles de acceso en todo el país.Estas diferencias eran claras en 2008.Por este motivo, en mayo de 2009 el Gobierno español autorizó la distribución sin receta de la PAU-LNG para facilitar el acceso de las mujeres al medicamento y garantizar su eficacia independientemente de su lugar de residencia, iniciando su distribución en las farmacias sin necesidad de prescripción a partir de septiembre de ese año. La ley de salud reproductiva de España de 2022, la Ley Orgánica 4/2022, también cambió la forma en que las mujeres podían acceder a la anticoncepción de emergencia en un esfuerzo por disminuir los abortos y crear un acceso equitativo en todo el país. Por primera vez, la legislación nacional dictaminó que la píldora sería financiada por el Ministerio de Sanidad, y que se proporcionaría de forma gratuita en los centros de salud de todo el país, exigiendo que las farmacias tuvieran anticonceptivos de emergencia en sus inventarios.
Norlevo y Postinor, los medicamentos anticonceptivos de emergencia con levonorgestrel como principio activo, fueron las marcas autorizadas para vender la píldora del día después en España a partir de mayo de 2001. EllaOne, con el principio activo acetato de ulipristal (AU), fue aprobado para su uso en España en diciembre de 2009 y se vendió en un comprimido de 30 mg a un coste de 32,78 €. Entre 2001 y 2011, España registró treinta y cinco reacciones adversas y veinte reacciones adversas graves en mujeres que utilizaban anticoncepción de emergencia. La AEMP informó en 2012 que los efectos secundarios más comunes de tomar levonorgestrel fueron náuseas, dolor de cabeza, mareos, fatiga, dolor gastrointestinal, sangrado, retraso en la menstruación, menstruación abundante y aumento de la sensibilidad en los senos.Hay una serie de leyes que rigen los derechos de las menores relacionados con el acceso a la anticoncepción de emergencia. También existen leyes nacionales referidas a los medicamentos deben tener las farmacias en su inventario.
Las mujeres de toda España han tenido problemas en ocasiones para acceder a la anticoncepción de emergencia. A veces, los hospitales tenían políticas internas que negaban a las mujeres el acceso a recetas para la píldora del día después. Algunos médicos de los hospitales eran objetores de conciencia. Algunas farmacias se negaban a venderla y algunos farmacéuticos eran objetores de conciencia. Hubo médicos que se mostraron reacios a prescribirlo a menores, a pesar de que legalmente podían hacerlo sin el permiso de un tutor. Muchos centros de salud en zonas rurales cerraban los fines de semana o no estaban abiertos las 24 horas del día. Hubo mujeres que también afrontaron problemas porque sus médicos les exigieron que se hicieran una prueba de embarazo antes de administrarles la anticoncepción de emergencia. La exigencia de prescripción médica dificultaba el acceso de muchas mujeres. Cuando estuvo disponible sin receta en las farmacias, el costo fue a menudo un problema.
En 2001 se distribuyeron en España unas 108 000 unidades de anticonceptivos de emergencia; 317 670 unidades en 2003; 600 000 unidades en 2004; 500 000 en 2005; 500 000 en 2006; 668 269 en 2008; 806 114 unidades en 2009, 871 540 unidades en 2010 y 916 278 unidades en 2011.

## Contexto
A nivel nacional, los métodos anticonceptivos reversibles fueron despenalizados en España el 11 de octubre de 1978. En 1983, también se legalizaron los métodos anticonceptivos irreversibles como las vasectomías y la ligadura de trompas.A nivel internacional, los esfuerzos para crear una forma de anticoncepción de emergencia se remontan a la década de 1920, cuando se realizaron por primera vez experimentos con monos. La anticoncepción de emergencia se creó en la década de 1960 en la Universidad de Yale para prevenir el embarazo después de una violación. Inicialmente, la anticoncepción de emergencia dependía de altas dosis de estrógeno para evitar la implantación de un óvulo. Esto tenía demasiados efectos secundarios, por lo que se buscaron nuevos métodos para prevenir la implantación; en 1984 se descubrió que el levonorgestrel (LNG) era el mejor principio activo para lograrlo y tenía una tasa de eficacia superior a la del etinilestradiol. La Organización Mundial de la Salud (OMS) declaró al levonorgestrel «fármaco esencial» en 1998.
En septiembre de 2009 el medicamento estaba disponible en cuarenta países del mundo, quince de ellos ubicados en Europa. En 2009, ocho países distribuían anticonceptivos de emergencia de forma gratuita y sin receta en las farmacias. Fueron Reino Unido, Francia, Bélgica, Dinamarca, Luxemburgo y Estados Unidos. Albania, Bélgica, Dinamarca, Eslovenia, Finlandia, Francia, Gran Bretaña, Grecia, Holanda, Islandia, Luxemburgo, Noruega, Portugal, Suecia y Suiza la suministraban sin receta, y algunos de ellos cobraban por conseguirla. A nivel internacional, también estuvo disponible sin receta en farmacias en 2009 en Aruba, Australia, Benín, Burkina Faso, Camerún, Canadá, China, Congo, Polinesia Francesa, Gabón, Ghana, Guinea-Conakri, India, Israel, Jamaica, Libia, Malí, Mauritania, Mauricio, Nueva Zelanda, Níger, Senegal, Sudáfrica, Sri Lanka, Togo, Túnez y Uganda.

## Definición y términos
Según el Ministerio de Sanidad, la píldora poscoital es un medicamento que impide que un óvulo fecundado se implante en el útero. Actúa antes de la implantación para evitar que se produzca un embarazo, por lo que no es un medicamento que provoque un aborto. La Organización Mundial de la Salud (OMS) no considera la anticoncepción de emergencia un tipo de aborto. La OMS también considera que la anticoncepción de emergencia es un «medicamento esencial» para la salud de la mujer, y así lo ha explicado: «La anticoncepción de emergencia sólo es eficaz en los primeros días después de la relación sexual, antes de que el óvulo abandone el ovario y antes de que se produzca la fertilización por un espermatozoide». La Agencia Española de Medicamentos y Productos Sanitarios (AEMP) señala que no es abortiva, ni provoca abortos. La Agencia Europea de Medicamentos tampoco considera que la anticoncepción de emergencia sea abortiva. Sin embargo, según algunos estudios, no es posible excluir el funcionamiento abortivo.
Hay una serie de palabras y frases que se utilizan para describir la anticoncepción de emergencia en España. Incluyen píldora postcoital, píldora del día después, píldora del día siguiente, anticonceptivo de emergencia, anticoncepción de urgencia, Pastillas Anticonceptivas de Emergencia, anticoncepción postcoital, PAU, PAU-LNG, acetato de ulipristal (AU) y Levonorgestrel.

## Autorización y distribución
El artículo 149.1.16 de la Constitución Española otorga al Gobierno nacional el derecho exclusivo de regular los productos farmacéuticos en España. La Ley 29/2006 regula las garantías de fabricación exigidas a los medicamentos destinados a uso humano, y a las condiciones de dispensación de estos medicamentos reguladas por la Agencia Española de Medicamentos y Productos Sanitarios (AEMP). También otorga a la AEMP el derecho de modificar las condiciones relativas a la prescripción y dispensación por motivos relacionados con la salud pública o la defensa de la salud. El Real Decreto 1345/2007 fue el decreto que implementó la Ley 29/2006, del 26 de julio.
La distribución de la Píldora Anticonceptiva de Emergencia (PAU) fue autorizada por el gobierno liderado por el Partido Popular de José María Aznar el 23 de marzo de 2001, pero las políticas para su distribución quedaron en manos de los gobiernos regionales. La fecha en que se permitió la distribución de PAU para su uso fue tres meses después, en mayo de 2001. La PAU no figuraba entre los productos farmacéuticos apoyados por el Sistema Nacional de Salud de España, lo que significaba que podía estar subsidiado a través de la seguridad social en cualquier sistema sanitario regional. El coste inicial de la anticoncepción de emergencia para las mujeres en una farmacia era de 3191 pesetas, un margen de beneficio de alrededor del 1000 %.Antes de que la AEMP legalizara el levonorgestrel, un método anticonceptivo de emergencia que a veces se utilizaba de forma no autorizada costaba unas 300 pesetas.
En 2008 había importantes diferencias regionales en la forma en que se dispensaba la anticoncepción de emergencia en España en función de las políticas sanitarias regionales. Había una España donde regiones como Andalucía, Aragón, Asturias, Cantabria, Castilla y León, Navarra, Cataluña, Extremadura y Galicia proporcionaban anticoncepción de emergencia de forma gratuita en la sanidad pública. También había otra donde los gobiernos regionales no apoyaron su distribución, donde las mujeres con ingresos limitados y las adolescentes tenían que pagar 20 € por un anticonceptivo de emergencia después de recibir una receta de un médico. Por ello, en 2009, el gobierno español autorizó la distribución de PAU-LNG sin receta médica para facilitar el acceso de las mujeres al medicamento y garantizar su eficacia independientemente de su lugar de residencia. La decisión fue respaldada por un gran porcentaje de médicos. Un libro blanco de la Organización Médica Colegial de 2006 encontró que el 49,61 % de los profesionales médicos en España estaban a favor de proporcionar a las mujeres anticoncepción de emergencia sin receta. También estuvo respaldado por un informe interno de la AEMP realizado en 2008 y presentado al gobierno a principios de 2009. El anuncio de su venta en farmacias sin receta se produjo el 28 de marzo de 2009. La ministra de Sanidad, Trinidad Jiménez, defendió la venta en un acto en el Hospital Universitario de Ceuta como una forma de ayudar a las mujeres a evitar embarazos no deseados y de proteger sus derechos reproductivos independientemente de dónde vivieran en España. El plan original era que el medicamento estuviera disponible en las farmacias en agosto de ese año, pero terminó retrasándose un mes.
El Comité de Evaluación de Medicamentos (CODEM) de la AEMP se convocó en julio de 2009 en relación con el cambio de estatus de la anticoncepción de emergencia. El comité asesor estuvo compuesto por varios expertos, entre ellos un miembro del Consejo General de los Colegios Oficiales de Farmacéuticos (GCOF). Trabajaron en el tema de julio a septiembre de 2009, cuando la AEMP finalmente autorizó la distribución de dos marcas de levonorgestrel sin receta, los paquetes en los que se venderían, los folletos que se incluirían en ellos y las condiciones de dispensación. El informe final, dos resoluciones que autorizan su venta, se publicó el 25 de septiembre de 2009 habiendo sido firmado por el Subdirector General de Medicamentos de Uso Humano de la AEMP.
En el momento en que se tomó la decisión de hacerlo, había cuarenta países en el mundo que hacían lo mismo, quince de ellos ubicados en Europa. La ministra de Igualdad, Bibiana Aído, afirmó que, tras el cambio, los farmacéuticos deberían vender anticonceptivos de emergencia. El precio se fijó en unos 20 € si se compraba en una farmacia. Las pastillas compradas en una farmacia tras la reforma de 2009 venían con tres folletos. Uno era cómo usar la píldora, otro trataba sobre otros métodos anticonceptivos, y el último era sobre cómo prevenir el contagio de ITS como el VIH. En la fase de transición inicial, algunas unidades todavía tenían información de clasificación en sus cajas que decía que solo estaban disponibles con receta médica mientras los fabricantes estaban en proceso de cambio. No hubo cambios a este procedimiento aprobado en 2009 a partir de 2012.En 2017, el coste medio de la anticoncepción de emergencia en una farmacia era de 22 €. Esto en comparación con los 7 € en Francia.
El Servicio Nacional de Salud a partir de 2009 financió varios tipos de anticonceptivos. En abril de 2011, el Ministerio de Sanidad, Política Social e Igualdad, tras una reunión de la Comisión Interministerial de Precios de Medicamentos, anunció que en cumplimiento de la Ley Orgánica 2/2010 se cambiaría el precio máximo permitido para varios anticonceptivos. Esto incluía recetas mensuales de anticonceptivos orales de 21 y 28 comprimidos donde el precio seguiría siendo el mismo, dos presentaciones de Dretinee de 21 y 28 comprimidos (30 mg de etinilestradiol y 3 mg de drospirenona) que costaban 6,34 €, dos presentaciones de Dretinelle de 21 y 28 comprimidos (20 mg de etinilestradiol y 3 mg de drospirenona) que también costaron 6,34 €. También incluía recetas trimestrales de anticonceptivos orales de 21 y 28 comprimidos donde el precio seguiría siendo el mismo, dos presentaciones de Dretinee de 21 y 28 comprimidos (30 mg de etinilestradiol y 3 mg de drospirenona) que costaban 17,92 €, dos presentaciones de Dretinelle de 21 y 28 comprimidos (20 mg de etinilestradiol y 3 mg de drospirenona) que también costaron 17,92 €. El precio máximo de un implante, concretamente Implanon NXT que contiene un progestágeno y etonorgestrel, sería de 97 € y tendría una duración de tres años. Ya se habían financiado otros tipos de implantes. La financiación se detuvo tras una decisión del gobierno nacional liderado por el Partido Popular en 2013.
En octubre de 2019, el Ministerio de Sanidad, Consumo y Bienestar Social anunció que se produciría una bajada de precio de varios medicamentos en España, entrando en vigor la bajada de precio el 1 de noviembre de 2019. Entre los medicamentos cuyo precio estaba oficialmente se redujeron fueron levonorgestrel y etinilestradiol. De los 1 290 medicamentos a los que se les redujo el precio, el levonorgestrel se encontraba entre los diez medicamentos más utilizados de la lista.
La nueva ley de aborto de España de 2022, Ley Orgánica 4/2022, también cambió la forma en que las mujeres podían acceder a la píldora del día después. Por primera vez, la legislación nacional supuso que la píldora sería financiada por el Ministerio de Sanidad y debía entregarse de forma gratuita en los centros de salud y centros de salud sexual y reproductiva de todo el país, además de estar a la venta en todas las farmacias. El coste de venta al público de Norvelo y Postinor en 2022 fue de unos 25 €. Podría ser tan bajo como 20 € y tan alto como 30 € dependiendo del distribuidor.

### Distribución regional
Ocho regiones crearon directrices en un corto período de tiempo relacionadas con cómo se debía distribuir la píldora anticonceptiva de emergencia. Fueron Andalucía, Aragón, Asturias, Islas Baleares, Cantabria, Cataluña, Galicia y Navarra. A pesar de que el gobierno nacional no subvenciona la PAU a través del Servicio Nacional de Salud, la Junta de Andalucía decidió cubrir el coste para las residentes a través de su programa de salud regional. Por el contrario, el Departamento de Salud de Navarra, el Departamento de Sanidad y Seguridad Social de Cataluña, la Consejería de Sanidad y Servicios Sociales de Galicia, el Departamento de Sanidad del País Vasco, la Comisión de Sanidad y Bienestar Social de las Cortes de Castilla y León y la Consejería de Sanidad de Valencia se opusieron en octubre de 2001 a que se proporcionaran anticonceptivos de emergencia de forma gratuita en la sanidad pública.
Andalucía fue la primera región en ofrecer anticoncepción de emergencia de forma gratuita en los centros de salud públicos. Esto surgió en gran medida como un trabajo realizado por la Federación Española de Sociedades de Sexología (FESS), la Sociedad Española de Intervención en Sexología (SEIS) y la Asociación Española de Especialistas en Sexología (AEES).
A principios de 2004, cinco gobiernos regionales (Andalucía, Asturias, Extremadura, Navarra y las Islas Baleares) proporcionaron anticoncepción de emergencia gratuita en más de 1000 establecimientos de salud pública en las cinco regiones. En abril de 2004 se les unió Aragón.
En 2006 se proporcionó anticoncepción de emergencia de forma gratuita en los centros de salud públicos de Galicia, la ciudad de Madrid y Extremadura. En abril de 2009, diez regiones proporcionaban anticonceptivos de emergencia de forma gratuita previa prescripción médica. Las regiones fueron Andalucía, Aragón, Asturias, Islas Baleares, Cantabria, Castilla y León, Cataluña, Extremadura, Galicia y Navarra. Después de que el País Vasco pusiera Norlevo a disposición de la salud pública de forma gratuita en junio de 2008, las únicas regiones que no financiaron la anticoncepción de emergencia en España fueron Madrid, Valencia, las Islas Canarias y Castilla-La Mancha.
Cuando el Ministerio de Sanidad y su ministra Trinidad Jiménez participaron en una reunión en Palma de Mallorca con responsables sanitarios regionales en octubre de 2010, ella esperaba convencer a los de Canarias, Castilla-La Mancha, Valencia, Melilla, Madrid, Murcia, Navarra y La Rioja para que facilitaran anticoncepción de emergencia de forma gratuita a través de sus servicios sanitarios locales. Al mismo tiempo, Jiménez reconoció que el Sistema Nacional de Salud no financia la anticoncepción de emergencia como lo hace con otros medicamentos.Madrid y Murcia fueron las únicas regiones en 2016 en España que no subsidiaron el coste de la anticoncepción de emergencia para las mujeres con financiación regional de salud pública.
| Región               | Año       | Decreto o ley que brinda acceso a la anticoncepción de emergencia sin costo para la mujer en la salud pública | Ref.                 |
| -------------------- | --------- | --- | -------------------- |
| Andalucía            | 2001      | | [ 4 ] [ 65 ]         |
| Aragón               | 2005      | Orden de 3 de octubre de 2005 del Departamento de Salud y Consumo del Gobierno de Aragón                      | [ 65 ]               |
| Asturias             | 2004      | | [ 66 ]               |
| Islas Baleares       | 2008      | 96/2008 de la Conselleria de Salut y Consum                                                                   | [ 65 ]               |
| País Vasco           | 2008      | | [ 67 ]               |
| Cantabria            | 2006      | | [ 68 ]               |
| Castilla y León      | 2007      | | [ 69 ]               |
| Castilla - La Mancha | 2022      | Ley Orgánica 4/2022                                                                                           | [ 21 ] [ 22 ] [ 23 ] |
| Cataluña             | 2004      | | [ 70 ]               |
| Ceuta                | 2022      | Ley Orgánica 4/2022                                                                                           | [ 21 ] [ 22 ] [ 23 ] |
| Galicia              | 2009      | | [ 71 ]               |
| Madrid               | 2017      | | [ 72 ]               |
| Melilla              | 2022      | Ley Orgánica 4/2022                                                                                           | [ 21 ] [ 22 ] [ 23 ] |
| Navarra              | 2004      | Resolución de la Comisión de Salud, de 11 de febrero de 2004                                                  | [ 65 ]               |
| Comunidad Valenciana | 2008 2015 | | [ 73 ] [ 74 ] [ 75 ] |

## Fabricación, comercialización y distribución
La autorización de distribución de anticonceptivos de emergencia tuvo lugar en mayo de 2001. Norlevo y Postinor fueron las dos marcas autorizadas para vender la pastilla del día después en España desde 2001. Vikela 750 mcg en dos comprimidos y fabricado por Chiesi España, SA y Levonelle 750 mcg en dos comprimidos fabricado por Medimpex (UK) Ltd. también fueron aprobados en 2001. Norlevo era una versión de una pastilla, mientras que Postinor era una versión de dos pastillas del medicamento. Chiesi-Spain fabricaba Norlevo mientras que Bayer-Schering-Pharma era quien producía Postinor.
Alcalá Farma y Schering fueron las dos primeras empresas en distribuir anticoncepción de emergencia a las farmacias. A raíz de sus decisiones, algunas farmacias que consideraban abortiva la píldora poscoital decidieron boicotear a esos distribuidores. El envase de la anticoncepción de emergencia de la marca Norvelo no incluía una advertencia relacionada con la falta de datos para el uso de PAU-LNG en niñas menores de 16 años debido a la cantidad limitada de datos relacionados con este grupo de edad. Esto contrastaba con el diseño de la marca Postinor de PAU-LNG, que sí llevaba dicha advertencia. Vikela, Norlevo y Postinor seguían siendo los únicos tres disponibles en septiembre de 2009.
En 2006 sólo había dos marcas disponibles: Postinor y Norlevo. El acetato de ulipristal (AU) fue aprobado para su distribución como anticonceptivo en diciembre de 2009 bajo prescripción médica. A diferencia de los tipos anteriores de anticoncepción de emergencia, se podía utilizar hasta cinco días después de una relación sexual sin protección.
Un informe interno de la AEMP preparado en 2008 en respuesta a una solicitud para distribuir anticonceptivos de emergencia sin receta decía que la AEMP se oponía a que los fabricantes y distribuidores comercializaran anticonceptivos de emergencia a los consumidores. Cuando el gobierno anunció que proporcionaría anticonceptivos de emergencia sin receta, prohibió a los fabricantes y distribuidores comercializarlos. Esta decisión también cumplía con la normativa europea.
Entre 2009 y 2014, hubo una disminución en las ventas de este tipo de anticonceptivos a centros de salud, que brindan el medicamento de forma gratuita a las mujeres que lo solicitan, mientras que se registró un aumento en el número de mujeres que accedieron al medicamento a través de un farmacéutico donde debían pagar de su bolsillo.
En 2022 había tres tipos de este tipo de anticonceptivos disponibles en España. Eran la pastilla de levonorgestrel, la pastilla AU y el DIU de cobre. El DIU de cobre tuvo la tasa de fracaso más baja con un 0,09 %, mientras que el levonorgestrel tuvo una tasa de fracaso de entre el 1,1 % tomado entre 72 y 120 horas después de tener relaciones sexuales sin protección, y la píldora Ulipristal tuvo una tasa de fracaso del 1,7 %. Los dos primeros no requerían prescripción médica mientras que el DIU de cobre sí.

### Norlevo
El uso autorizado de NorLevo se modificó el 26 de abril de 2006, permitiendo una dosis única de 1 500 mcg. El 11 de octubre de 2007, también se modificó una modificación de la ficha informativa relacionada con la seguridad en torno a la lactancia materna.Uno de los períodos de autorización de distribución de Norlevo fue del 17 de abril de 2008 al 16 de abril de 2011. En todo el mundo, 5 938 801 mujeres tomaron Norlevo del 17 de abril de 2008 al 16 de abril de 2009, 6 868 771 mujeres tomaron Norlevo del 17 de abril de 2009 al 16 de abril de 2010, y 6 200 000 mujeres tomaron Norlevo del 17 de abril de 2010 al 16 de abril de 2011. Un total de 19 007 572 mujeres en todo el mundo tomaron Norvelo en ese período de tres años. De estos, hubo 498 casos de reacciones adversas, siendo las más comunes, el 33 %, de relación reproductiva, mientras que el 15 % fueron de tipo gastrointestinal. Las reacciones adversas más comunes incluyeron retraso en la menstruación, metrorragia, vómitos, diarrea y náuseas. La ficha informativa de 2012 no hacía ninguna referencia a menores.

### Postinor

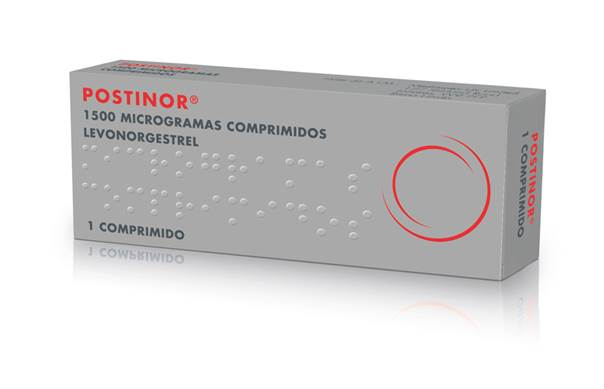
Una caja de Postinor.

La autorización de Postinor 1 500 mcg se modificó el 14 de junio de 2004 tras un procedimiento europeo de reconocimiento mutuo. Esto implicó un cambio en las condiciones de dispensación, armonizar los envases en toda la Unión Europea, mejorar el prospecto y la etiqueta, cambiar el representante legal del medicamento, además de cambiar la ubicación de la oficina donde estaba registrado el medicamento y los representantes legales del fabricantes. El texto fue modificado en el prospecto informativo, cuya traducción luego fue aprobada por el gobierno español.
El laboratorio que originalmente fabricaba Postinor desapareció en 2008, cuando la producción y la fabricación cambiaron a uno nuevo. En 2008, en todo el mundo, 29 800 000 mujeres tomaron Postinor. En 2009, el total fue de 30 747 000. En 2010, el total fue de 29 331 000. En total, durante ese período de tres años, 89 878 000 mujeres tomaron Postinor. En todo el mundo, en ese período de tres años, hubo 3 995 sospechas de reacciones adversas. El más común de ellos fue el embarazo, que representó el 32 % de todas las reacciones adversas. El 24 % de las reacciones adversas en todo el mundo incluyeron cuestiones relacionadas con el sistema reproductivo, incluidas menstruación irregular y metrorragia. La hoja informativa incluida en el paquete hacía referencia a menores en 2012. Decía que no estaba recomendado a niñas menores de 16 años por falta de datos.

### EllaOne

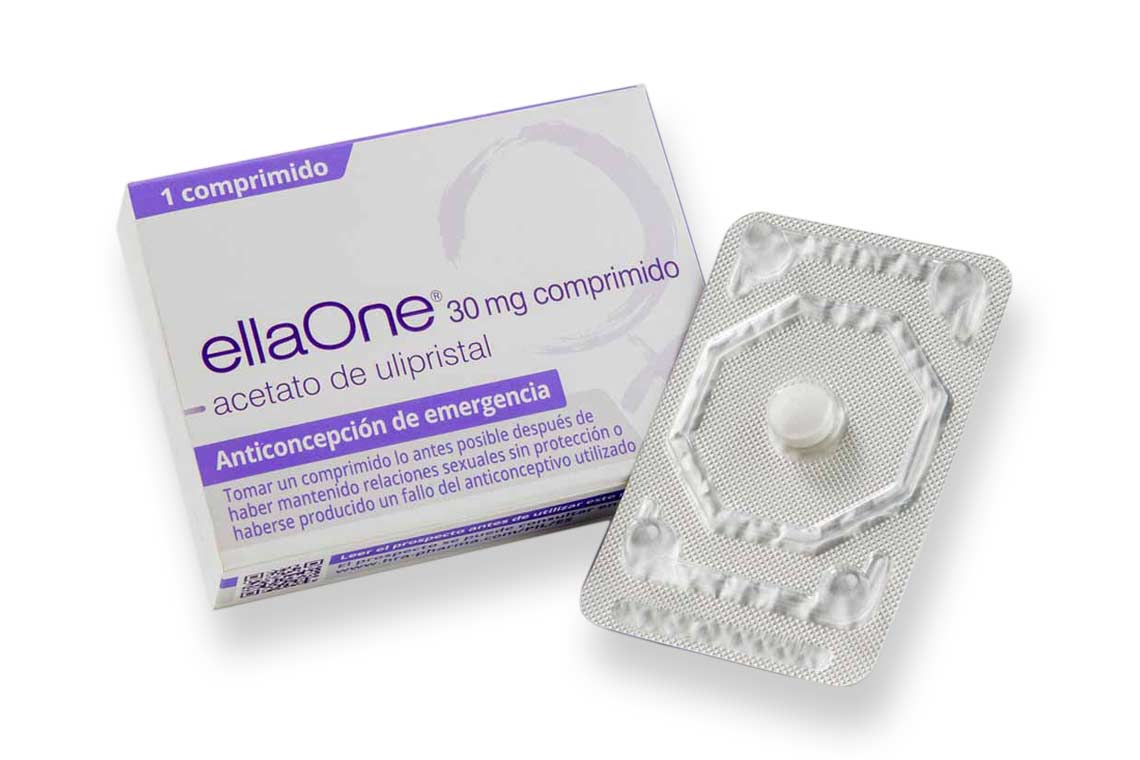
EllaOne fue autorizada en España en diciembre de 2009.

EllaOne fue autorizada por la Comisión Europea en agosto de 2009. Utilizaba el principio activo ulipristal y fue fabricada por Laboratoire HRA Pharma. Funciona hasta cinco días después de la relación sexual. A diferencia de la anticoncepción de emergencia con el principio activo levonorgestrel, se determinó que éste debía usarse sólo bajo supervisión médica y necesitaba receta médica para acceder a él en toda la Unión Europea. Fue aprobado en España en diciembre de 2009 y se vendió como EllaOne en un comprimido de 30 mg a un coste de 32,78 €. La sanidad pública no lo cubría gratuitamente. En 2011 se requirió receta médica para acceder a ella.
La Agencia Europea de Medicamentos cambió la información del folleto de EllaOne unos meses después de autorizarla en mayo de 2009 para eliminar una referencia al efecto posterior a la fertilización, lo que significaba que la píldora podría ser de naturaleza abortiva si ya se había producido la implantación de un embrión. Al mismo tiempo, el fabricante de EllaOne dijo en su sitio web que el medicamento podría alterar el endometrio para impedir la implantación de un embrión fertilizado. Esto creó una contradicción entre la Agencia Europea de Medicamentos y el fabricante en cuanto al funcionamiento del producto. En 2013, la Consejería de Sanidad de la Comunidad de Madrid dijo a la Asociación Española de Farmacia Social (Aefas) que habían requerido una modificación en EllaOne para que coincidiera con la descripción del fabricante. Si bien la Comunidad de Madrid había actuado, la EMA y la Comisión Europea no lo hicieron.EllaOne inicialmente requería una receta, pero eso cambió en 2015 cuando estuvo disponible en las farmacias por primera vez sin receta. El precio recomendado por el fabricante en aquel momento era de 24,90 €.
La Agencia Española de Medicamentos y Productos Sanitarios (AEMP) retiró en febrero de 2018 del mercado el medicamento Esmya utilizado para tratar a mujeres en edad reproductiva con miomas uterinos después de que el Comité Europeo de Evaluación de Riesgos en Farmacovigilancia (PRAC) iniciara una revaluación riesgo-beneficio tras informes de daño hepático grave. El principio activo del fármaco era el acetato de ulipristal, que también se utiliza en EllaOne. Este último medicamento permaneció en el mercado porque no se habían reportado casos de daño hepático grave relacionado con el uso del medicamento y no había ninguna revisión en curso relacionada con el mismo.

### Navela
Navela era una píldora del día después disponible en España en 2018 a través de Exeltis Healthcare S.L. quienes tenían su sede en Azuqueca de Henares, Guadalajara, realizándose la dirección de fabricación en Laboratorios León Farma, S. A. en Navatejera, León.

## Esfuerzos legislativos y ministeriales y reacciones
En el Senado, el 23 de noviembre de 2004, Convergència i Unió (CiU) instó al Gobierno a informar a las mujeres jóvenes que utilizaban anticonceptivos de emergencia sobre los posibles efectos iatrogénicos provocados por el uso del medicamento. CiU citó el artículo 9 de la Ley 41/2002 de 14 de noviembre sobre pacientes con información correcta como parte de su motivo para querer que esa información se incluyera cuando a las mujeres se les administraba el fármaco. CiU también habló de la falta de ensayos clínicos con chicas de catorce y dieciséis años, colectivo a las que legalmente se les puede recetar el medicamento en España. CiU presentó una moción para que legalmente se exigiera que esta información se incluyera con el medicamento.
Esquerra Republicana de Catalunya (ERC) pidió a la Comisión de Sanidad y Consumo el 29 de mayo de 2007 que aprobara una propuesta no de ley que instaba al gobierno nacional a que la AEMP presentara un informe en el plazo de seis meses sobre la potencial emergencia de distribución de la anticoncepción sin receta, incluidas las implicaciones terapéuticas, las condiciones de uso, cómo se podría coordinar la atención de seguimiento y qué grupos de edad podrían ser elegibles para recibir anticoncepción de emergencia sin receta. En 2008 se elaboró un informe interno de la AEMP, que se envió a la Secretaría General de Sanidad del Ministerio en abril de 2009. El informe ofrecía un análisis riesgo-beneficio favorable al suministro de anticoncepción de emergencia sin receta en las farmacias, especialmente dada la rareza de los efectos trombóticos. Apoyaron la distribución en centros de salud y farmacias sin receta, además de desarrollar un programa multidisciplinario de educación sexual para menores, dar seguimiento a la efectividad de dicha educación, una evaluación separada sobre la dispensación de la píldora del día después a menores para ver si resultaba en una disminución de otros tipos de anticonceptivos entre los jóvenes. La AEMP también se opuso a que los fabricantes y distribuidores comercializaran anticonceptivos de emergencia a los consumidores. En mayo de 2009, el Gobierno decidió distribuir anticonceptivos de emergencia sin receta en las farmacias basándose en la solidez del informe.
En junio de 2009, Convergència i Unió (CiU) lideró un esfuerzo en el Senado para tratar de impedir que el gobierno español permitiera la distribución de anticonceptivos de emergencia en farmacias sin receta. Afirmaron que se trataba de un esfuerzo político del PSOE antes de las elecciones para intentar ganar votos. CiU presentó una moción para impedir que la venta de anticonceptivos de emergencia se distribuyera en farmacias sin receta, que también apoyó el Partido Popular. El PSOE defendió su decisión el 10 de junio de 2009 durante un Pleno en el Senado, actuando el comisionado de Sanidad y Consumo, Pedro Villagrán, como portavoz del partido. En contra de la medida también votaron el PSOE, la Entesa Catalana de Progrés, el Bloque Nacionalista Galego, el Grupo Parlamentario de Senadores Nacionalistas Vascos y otros cinco senadores. Su argumento era que facilitar el acceso a la anticoncepción de emergencia reduciría el número de abortos en España. La votación final fue de 128 votos en contra y 125 a favor. La Secretaria de Bienestar Social del Ejecutivo Federal del PSOE y portavoz del Congreso de Política Social Marisol Pérez Tello en mayo de 2009 en una rueda de prensa en Melilla acusó al Partido Popular de ser hipócrita y tener dobles raseros cuando se trata de proporcionar anticoncepción de emergencia sin receta. Dijo: «No se puede ser hipócrita y tener dobles raseros, [...] no se puede denunciar que España tiene las tasas más altas de interrupción voluntaria del embarazo entre mujeres jóvenes y adolescentes y luego no querer introducir la educación sexual en la Educación para la Ciudadanía o criticamos el uso del condón y las campañas para su uso». Destacó que la anticoncepción de emergencia «no es un método abortivo, sino un método anticonceptivo de emergencia». También destacó que las investigaciones sobre este tipo de medicamentos muestran que no causa ningún daño a las mujeres, no tiene ningún tipo de repercusión en la salud incluso si se toma más de una vez, y que la tasa de aborto sólo se puede solucionar educando a los jóvenes sobre estos asuntos.El 21 de octubre de 2011, el Partido Popular y Convergència i Unió (CiU) aprobaron una moción en el Senado pidiendo al Gobierno cambiar el estado de la anticoncepción de emergencia de uno que no requiere receta médica a uno que si lo requiere.
La ministra de Sanidad, Ana Mato, encargó tres informes sobre la píldora del día después a principios de 2012. Los informes fueron elaborados por la Agencia Española de Medicamentos y Productos Sanitarios (AEMP), la Organización Médica Colegiada (OMC) y la Sociedad Española de Ginecología y Obstetricia (SEGO). Las conclusiones de los informes no se iban a hacer públicas, ni tampoco la metodología utilizada en los informes ni a quiénes consultaron esas agencias para prepararlos. En marzo de 2012, Mato dijo a la Comisión de Salud del Senado de España que los informes no eran concluyentes. Como resultado, crearía un consejo asesor para determinar si la píldora poscoital debería seguir distribuyéndose en las farmacias sin receta. En agosto de 2012 se anunció que el hepatólogo y director del Instituto de Investigación Sanitaria IDIBAPS del Hospital Clínico de Barcelona Joan Rodés encabezaría un consejo asesor que informaría a Ana Mato y al Ministerio de Sanidad sobre la posibilidad de dotar a las mujeres de anticoncepción de emergencia sin costo alguno y el financiamiento para el medicamento lo proporcionaría el gobierno nacional. Estaba previsto que el consejo asesor informara de sus conclusiones en septiembre de 2013.
Cuando el ministro de Justicia, Alberto Ruiz-Gallardón, intentó reformar las leyes del aborto en España en diciembre de 2013, también intentó realizar cambios en la ley sobre el uso de anticonceptivos de emergencia. Esto se debió a que muchos grupos que luchan por los derechos contra el aborto estaban muy centrados en ello, en intentar ocultarlo y en difundir información que sugiriera que el uso de la anticoncepción de emergencia era perjudicial para la salud de las mujeres. En respuesta a sus actividades, los grupos feministas en España intentaron hacer frente a las campañas de desinformación de los grupos antiabortistas, especialmente teniendo en cuenta que conseguir acceso a la píldora todavía era muy difícil en algunas regiones. Uno de los objetivos feministas era lograr que el gobierno nacional y los gobiernos regionales distribuyeran la píldora sin costo a las mujeres en las farmacias.

## Casos judiciales

### Ante el Tribunal Constitucional
La STC 145/2015 es un caso ante el Tribunal Constitucional que trata sobre el derecho de objeción de conciencia de los farmacéuticos en lo que respecta a la distribución de PAU-GNL. El Tribunal, citando el artículo 16.1 de la Constitución española, dijo que los farmacéuticos no necesitaban venderlo si tenían objeciones religiosas a hacerlo. El razonamiento de algunos miembros del Tribunal fue que la anticoncepción de emergencia era de naturaleza abortiva y que no se violaba el derecho de la mujer a la atención médica porque siempre podía comprarla en otra farmacia.

### Ante el Tribunal Supremo
La Sentencia del Tribunal Superior de 23 de abril de 2005, Recurso 6154/2002 es un caso de objeción de conciencia. Su recurso llegó al Tribunal Supremo tras haber sido desestimado inicialmente por el Tribunal Superior de Justicia de Andalucía alegando falta de legitimación activa para interponer la reclamación. Un farmacéutico se negó a proporcionar preservativos o anticonceptivos de emergencia cuando trabajaba en una farmacia, contraviniendo la Orden de 1 de junio de 2001 de la Consejería de salud de la Junta de Andalucía. El Tribunal Supremo de España se negó a conocer su caso en apelación, alegando falta de legitimación activa.

## Protocolo para el uso de la anticoncepción de emergencia
En septiembre de 2009, la Sociedad Española de Farmacia Comunitaria (SEFAC) anunció a las farmacias que el proceso de dispensación de anticoncepción de emergencia implicaba en primer lugar informar a todo el personal sobre el procedimiento para atender las solicitudes de anticoncepción de emergencia. Luego, el farmacéutico individual debía atender la solicitud personalmente o derivar a la mujer que solicitaba anticoncepción de emergencia a otro profesional de la salud. Se aconsejó a los farmacéuticos que proporcionaran a las niñas y mujeres que buscaban anticonceptivos de emergencia toda la información necesaria para permitirles tomar una decisión informada sobre si tomarlos o no. Los farmacéuticos debían tratar con tacto una solicitud de anticoncepción de emergencia, manteniendo al mismo tiempo el derecho de la niña o la mujer a la privacidad. Los farmacéuticos debían entregar el medicamento a quien lo solicitaba, salvo que fuera un caso excepcional de entrega a otra persona o solicitado con receta médica por personal médico. Los farmacéuticos también podrían, cuando corresponda, asesorar a la niña o mujer que solicite anticoncepción de emergencia sobre otras opciones anticonceptivas, cómo prevenir las ITS e información adicional y lugares donde podrían obtener ayuda. El farmacéutico debe recordar a la persona que solicita la anticoncepción de emergencia que no previene las ITS, y que debe acudir a un centro de salud o urgencias si sospecha de una posible transmisión de ITS.
La Sociedad Española de Ginecología y Obstetricia (SEGO) recomendaba, en 2015, únicamente la PAU-LNG, la píldora anticonceptiva oral de emergencia, o un DIU para prevenir el embarazo en situaciones de emergencia. A pesar de que la AEMP aprobó el acetato de ulipristal (AU) en 2009, el protocolo seguía recomendando PAU-LNG en 2015 porque tenía una tasa de eficacia más alta.El protocolo de dosificación consistía en tomar un comprimido de 1,5 mg lo antes posible después de tener relaciones sexuales sin protección. Si una mujer vomitaba dentro de las tres horas posteriores a tomarla, debía volver a tomar la pastilla lo antes posible.
El protocolo de la SEGO decía que las mujeres no deberían tomar anticonceptivos de emergencia con frecuencia porque aumenta las posibilidades de sufrir efectos secundarios adversos, como depresión, migraña, palpitaciones del corazón, hipertensión, venas varicosas, disnea, quistes ováricos, nódulos mamarios benignos y secreción mamaria.En 2022, la Sociedad Española de Medicina de Urgencias y Emergencias (SEMES) y SEMESTOX (Toxicología clínica) recomendaron que, si las mujeres habían sido víctimas de abuso sexual por sumisión química, se les administrara anticoncepción de emergencia, además de hacerse pruebas de detección de ITS, incluido el VIH, la hepatitis B y el tétanos.
| Región               | Año                      | Decreto o ley sobre acceso a la anticoncepción de emergencia sin coste para la mujer en la sanidad pública | Ref.                   |
| -------------------- | ------------------------ | --- | ---------------------- |
| Andalucía            |                          | Directrices de la Organización Mundial de la Salud | [ 104 ]                |
| Aragón               | 2005                     | Guía de la Prescripción de la Píldora Postcoital | [ 65 ]                 |
| Asturias             | 2008                     | Documento del Servicio de Salud del Principado de Asturias | [ 65 ]                 |
| Cantabria            | 2006                     | Protocolo-Guía de dispensación de la anticoncepción de emergencia | [ 65 ]                 |
| Cataluña             | 2002 2004 2018 2022 2023 | Guía práctica clínica de la anticoncepción de urgencia de ICS Guia Atenció Contracepció d’Emergència. Guías de Práctica Clínica i Material Docent Pla de cures : Anticoncepció d’emergència de Institut Català de la Salut Instrucció de CatSalut 10/2022, d'anticoncepció d'urgència de Institut Català de la Salut Pla de cures : Anticoncepció d’emergència revisió de Institut Català de la Salut | [ 65 ] [ 105 ] [ 106 ] |
| Galicia              | 2006                     | Guía Técnica del proceso de anticoncepción Plan de Atención à Saude da Muller | [ 65 ]                 |
| Navarra              | 2004                     | Resolución de la Comisión de Salud | [ 65 ]                 |
| Comunidad Valenciana |                          | Protocolos de actuación en los centros de salud sexual y reproductiva | [ 104 ]                |

## Efectos secundarios
FEDRA (Farmacovigilancia Española, Datos de Reacciones Adversas) se creó en 1991 como un lugar central a nivel nacional para notificar, evaluar y codificar las reacciones adversas a medicamentos que tuvieran lugar en España. Utilizó MedDRA para estandarizar diferentes definiciones que se habían utilizado. La base de datos FEDRA para el período comprendido entre 2001 y 2011 mostró seis casos notificados de problemas gastrointestinales y otras molestias no graves, un caso no grave de transaminasas elevadas, un caso con astenia y anorexia y cuatro casos de problemas ginecológicos que incluían dolor de mama y problemas relacionados con la menstruación. Entre mayo de 2001 y enero de 2021, aparecieron 107 reacciones adversas en la base de datos FEDRA. En el mismo periodo, el número de reacciones adversas a los anticonceptivos hormonales en España fue de 2735. Para todas las mujeres en edad fértil en ese mismo período, el número total de efectos adversos fue 64 004. En consecuencia, los efectos adversos como resultado del uso de anticonceptivos de emergencia representaron el 0,17 % de todos los efectos adversos al tomar un medicamento en niñas y mujeres en edad fértil. 
Las mujeres de todas las edades tuvieron 237 769 efectos adversos en ese período. Los hombres que no pueden tomar anticonceptivos de emergencia ni anticonceptivos hormonales tenían 164 392. Entre mayo de 2001 y enero de 2021, se registraron 76 casos con 129 efectos adversos relacionados con levonorgestrel. El 85,5 % eran mujeres adultas, el 1,3 % eran adolescentes y el 13,2 % restante eran de edad desconocida. Cuando se conocía la edad, la edad media fue 27 años y 9 meses. La persona más joven que sufrió un efecto adverso al levonorgestrel tenía 16 años, mientras que la mayor tenía 54 años. El 44,2 % de las denuncias a FEDRA fueron realizadas por profesionales médicos, el 27,3 % por farmacéuticos, el 26 % por niñas y mujeres que lo tomaron y el 2,6 % por profesionales sanitarios no especificados. Desde mayo de 2001 hasta enero de 2021, los efectos adversos más comunes, que representaron el 59,4 % de todos los efectos adversos, involucraron trastornos de los órganos reproductivos o de las mamas, lo que representó el 18,9 % de todos los efectos adversos informados, y el 14,5 % implicó problemas para insertar o retirar un DIU. Los trastornos gastrointestinales representaron el 7,2 % de todos los efectos adversos, mientras que el 6,3 % afectó al sistema nervioso, el 2 % al sistema vascular, el 0,1 % al sistema endocrino, el 0,2 % a las vías renal y urinaria y el 0,3 % a trastornos del sistema inmunológico. En el caso de reacciones adversas graves, el 18,5 % tuvo que ver con el DIU, el 10,3 % con embarazos no deseados, el 7,5 % con el sistema reproductivo y el 3,1 % con el tracto digestivo o dolor abdominal. Un caso, 1,7 %, implicó muerte como resultado de embolias y trombosis periféricas.
Para el nivel más bajo de efectos adversos, 26,4 % se relacionó con un embarazo no relacionado con el uso de anticoncepción de emergencia, 3,9 % involucró náuseas. Los efectos adversos menores restantes, 2,3 % cada uno, incluyeron dolor abdominal, astenia, hiperbilirrubinemia, hepatitis y prurito. Treinta y un reacciones adversas, desde mayo de 2001 hasta enero de 2021, involucraron al acetato de ulipristal. Cuando se conoció la edad, la edad media fue 31 años y 6 meses, la edad mediana fue 32 y la moda fue 19. La mujer más joven tenía 17 años mientras que la mayor tenía 46. El 54,8 % presentó efectos adversos graves mientras que el 45,2 % no fueron graves. El 56,3 % de los efectos adversos fueron reportados por mujeres que tomaron PAU, mientras que el 18,8 % fueron reportados por profesionales médicos y otro 18,8 % por farmacéuticos, siendo el 6,3 % restante reportados por profesionales de la salud no especificados.
En un informe de febrero de 2012 sobre los efectos secundarios del levonorgestrel, la AEMP citó un estudio realizado en los Estados Unidos que encontró que las reacciones adversas en adolescentes de 12 a 16 años incluían náuseas, fatiga y vómitos. El estudio citado también encontró que este grupo de edad en general podía usar el medicamento por sí solo sin dificultades, usándolo de manera correcta y segura, y el uso de levonorgestrel tampoco aumentó las conductas sexuales de riesgo, las ITS o el embarazo.
La AEMP informó en 2012 que los efectos secundarios más comunes de tomar levonorgestrel fueron náuseas, dolor de cabeza, mareos, fatiga, dolor gastrointestinal, sangrado, retraso en la menstruación, menstruación abundante y aumento de la sensibilidad en los senos. Estos efectos secundarios se enumeraron en una hoja informativa que venía con el paquete en España. No pareció haber efectos secundarios diferentes según ningún punto límite de edad específico.
En 2012 se estaba realizando un estudio relacionado con la dispensación de anticoncepción de emergencia y los efectos secundarios de la anticoncepción de emergencia en todas las farmacias nocturnas de Valladolid. Entre las 200 mujeres que lo usaron en el estudio, no se informaron reacciones adversas graves. Para EllaOne, con el principio activo de Ulipristal, los efectos secundarios más comunes fueron dolor abdominal y trastornos menstruales.
| Región/Año           | 2001 | 2002 | 2003 | 2004 | 2005 | 2006 | 2007 | 2008 | 2009 | 2010 | 2011 | Total  | Ref.   |
| -------------------- | ---- | ---- | ---- | ---- | ---- | ---- | ---- | ---- | ---- | ---- | ---- | ------ | ------ |
| Andalucía            | 0(0) | 2(2) | 1(1) | 2(2) | 3(0) | 1(1) | 0(0) | 0(0) | 1(0) | 0(0) | 1(0) | 11(6)  | [ 11 ] |
| Aragón               | 0(0) | 0(0) | 0(0) | 0(0) | 0(0) | 0(0) | 0(0) | 1(0) | 0(0) | 1(1) | 2(1) | 4(2)   | [ 11 ] |
| Asturias             | 0(0) | 0(0) | 0(0) | 0(0) | 1(0) | 0(0) | 0(0) | 0(0) | 0(0) | 1(0) | 0(0) | 2(0)   | [ 11 ] |
| Islas Baleares       | 1(0) | 0(0) | 0(0) | 0(0) | 0(0) | 0(0) | 0(0) | 0(0) | 0(0) | 0(0) | 0(0) | 1(0)   | [ 11 ] |
| Islas Canarias       | 0(0) | 0(0) | 0(0) | 0(0) | 0(0) | 0(0) | 0(0) | 0(0) | 0(0) | 0(0) | 0(0) | 0(0)   | [ 11 ] |
| Cantabria            | 0(0) | 0(0) | 0(0) | 0(0) | 0(0) | 0(0) | 0(0) | 0(0) | 0(0) | 0(0) | 0(0) | 0(0)   | [ 11 ] |
| Castilla y León      | 0(0) | 0(0) | 0(0) | 0(0) | 0(0) | 0(0) | 0(0) | 1(0) | 0(0) | 0(0) | 0(0) | 1(0)   | [ 11 ] |
| Castilla-La Mancha   | 0(0) | 0(0) | 0(0) | 0(0) | 0(0) | 0(0) | 0(0) | 1(1) | 1(1) | 0(0) | 0(0) | 2(2)   | [ 11 ] |
| Cataluña             | 0(0) | 1(1) | 1(0) | 1(1) | 0(0) | 0(0) | 0(0) | 0(0) | 0(0) | 0(0) | 0(0) | 3(2)   | [ 11 ] |
| Ceuta                | 0(0) | 0(0) | 0(0) | 0(0) | 0(0) | 0(0) | 0(0) | 0(0) | 0(0) | 0(0) | 0(0) | 0(0)   | [ 11 ] |
| Extremadura          | 0(0) | 0(0) | 0(0) | 0(0) | 0(0) | 0(0) | 0(0) | 0(0) | 0(0) | 1(1) | 0(0) | 1(1)   | [ 11 ] |
| Galicia              | 0(0) | 1(0) | 0(0) | 0(0) | 0(0) | 0(0) | 0(0) | 0(0) | 0(0) | 0(0) | 0(0) | 1(0)   | [ 11 ] |
| La Rioja             | 0(0) | 0(0) | 1(1) | 1(1) | 0(0) | 0(0) | 0(0) | 0(0) | 0(0) | 0(0) | 0(0) | 2(2)   | [ 11 ] |
| Madrid               | 1(1) | 0(0) | 0(0) | 1(1) | 1(0) | 0(0) | 0(0) | 1(1) | 2(1) | 1(1) | 0(0) | 7(5)   | [ 11 ] |
| Melilla              | 0(0) | 0(0) | 0(0) | 0(0) | 0(0) | 0(0) | 0(0) | 0(0) | 0(0) | 0(0) | 0(0) | 0(0)   | [ 11 ] |
| Región de Murcia     | 0(0) | 0(0) | 0(0) | 0(0) | 0(0) | 0(0) | 0(0) | 0(0) | 0(0) | 0(0) | 0(0) | 0(0)   | [ 11 ] |
| Comunidad Valenciana | 0(0) | 0(0) | 0(0) | 0(0) | 0(0) | 0(0) | 0(0) | 0(0) | 0(0) | 0(0) | 0(0) | 0(0)   | [ 11 ] |
| Total                | 2(1) | 4(3) | 3(2) | 5(5) | 5(0) | 1(1) | 0(0) | 4(2) | 4(2) | 4(3) | 3(1) | 35(20) | [ 11 ] |

### Efectos secundarios extremadamente raros
La AEMP informó en 2012 que solo se habían notificado 12 casos de sospecha de enfermedad tromboembólica en todo el mundo entre los 150 millones de mujeres que habían utilizado anticonceptivos de emergencia. La mayoría de esas mujeres tenían tromboembolismo venoso o antecedentes familiares sugestivos de trombofilia.
En los primeros once años que la anticoncepción de emergencia estuvo disponible en España, sólo se notificaron 35 casos de efectos adversos como consecuencia de la toma del medicamento. Todos los casos ocurrieron con mujeres que tenían condiciones de salud preexistentes que las hacían más susceptibles a sufrir efectos adversos.
Un infarto cerebral presuntamente ocurrió en 2011 como efecto secundario del uso de anticonceptivos de emergencia por parte de una mujer de 23 años, siendo atendida en el Hospital Universitario La Paz. Tenía antecedentes familiares de accidentes cerebrovasculares. Algunos médicos como el catedrático de ginecología de la Universidad del País Vasco y jefe del servicio de Ginecología del Hospital Quirón Bizkaia, Gorka Barrenetxea, cuestionaron la posibilidad de que eso sucediera y el informe porque las progestinas no provocan ese tipo de efectos secundarios.
De 2001 a 2011, los datos de FEDRA mostraron reacciones adversas graves relacionadas con la anticoncepción de emergencia. De ellos, catorce fueron embarazos no deseados, uno fue un embarazo ectópico y uno involucró a una mujer de 30 años que refirió abdomen agudo, dolor abdominal y sangrado vaginal. En marzo de 2003, una joven de 16 años sufrió una trombosis venosa cerebral del seno recto y transverso derecho, donde en el momento del ingreso dijo que tenía convulsiones tónico-clónicas y durante un estudio de pacientes se encontró que tenía una deficiencia significativa de proteína C. En mayo de 2010, una mujer que tenía antecedentes de migraña sin aura, nacimiento vivo, siete abortos espontáneos y antecedentes familiares de accidente cerebrovascular cerebral ingresó a la sala de emergencias después de tomar anticoncepción de emergencia debido a una disminución de la fuerza y la sensibilidad en el hemicuerpo derecho. Dos mujeres de 22 años informaron haber tenido tromboflebitis de las extremidades superiores dentro de las 72 horas posteriores a la toma de anticoncepción de emergencia. En junio de 2004, una joven de 19 años acudió a urgencias debido a una tromboflebitis en una pierna dentro de las 72 horas posteriores a la toma de anticonceptivos de emergencia. Se recuperó a los ocho días y fue dada de alta tras tratamiento anticoagulante. En 2007, se informó que una mujer de 35 años padecía flebitis de las extremidades inferiores después de tomar anticonceptivos de emergencia; era fumadora con homocisteína elevada y obesidad. En octubre de 2008 se informó sobre el caso de una mujer de 37 años que tomó la píldora del día después durante 22 días; finalmente le diagnosticaron púrpura trombocitopénica trombótica y fue dada de alta del hospital después de veinte días bajo su cuidado. En septiembre de 2011 se informó que una mujer de 28 años con antecedentes de trastornos alimentarios que requirieron intervención en la sala de emergencias padecía porfiria aguda, secreción inapropiada de HAD y convulsiones después de tomar anticonceptivos de emergencia.
En la base de datos FEDRA hubo dos casos de efectos adversos en los que el levonorgestrel desempeñaba un papel como resultado de interacciones medicamentosas. Se trataba de un caso de hepatitis e hiperbilirrubinemia debido a una posible interacción entre Loette, Paroxetina y Norlevo. La otra fue una posible interacción farmacológica entre lamotrigina y levonorgestrel que probablemente provocó un ataque epiléptico.

## Leyes que rigen el uso por parte de menores
El artículo 162 del Código Civil dice: «Los padres tienen la patria potestad como representante legal de sus hijos menores no emancipados. Se exceptúan: 1. Los actos relacionados con la personalidad y otros derechos, de acuerdo con las leyes y su propio grado de madurez, que puedan realizar 2. Aquellas en las que exista conflicto de intereses entre padres e hijo».
La nacional Ley Orgánica 1/1996, de 15 de enero, de Protección Jurídica del Menor también es aplicable a menores que acceden a anticonceptivos de emergencia. La ley otorga a los menores el derecho a ser escuchados en todas las áreas legales que los afecten, solicitando que sean partícipes en el proceso de toma de decisiones cuando les afecte directamente. El artículo 2.1 establece que «en la aplicación de esta ley, el interés superior de los menores prevalecerá sobre cualquier otro interés legítimo que pueda surgir». El artículo 5 dice: «los menores tienen derecho a buscar, recibir y utilizar información adecuada a su desarrollo». El artículo 11 dice: «los menores tienen derecho a acceder a dichos servicios por sí o por medio de sus tutores o instituciones».
El Convenio para la protección de los derechos humanos y la dignidad del ser humano con respecto a las aplicaciones de la biología y la medicina publicado en el BOE el 20 de octubre de 1999 dice en su artículo 62 que «Cuando según la Ley un menor no tenga capacidad para expresar su consentimiento a una intervención, ésta sólo podrá realizarse con la autorización de su representante, o de un autoridad, persona o institución designada por la Ley». Continúa diciendo que se debe consultar al menor y se deben tener en cuenta sus puntos de vista en función de su edad y madurez cuando un tercero consiente en su nombre.
La Ley 41/2002 de 14 de noviembre publicada en el BOE el 15 de noviembre de 2002, la Ley General de Sanidad y el artículo 162 del Código Civil español tratan cuestiones de consentimiento informado de los pacientes. Estas leyes dicen que el consentimiento informado debe ser otorgado libre, voluntaria y conscientemente por el paciente después de que se le haya proporcionado información adecuada sobre su opción de tratamiento de atención médica. Los pacientes deben dar su consentimiento a menos que exista una cuestión de competencia, como que la persona sea menor de edad, en cuyo caso sus decisiones de tratamiento de atención médica pueden ser consentidas por otras partes vinculadas al paciente, como familiares u otras personas, por razones de facto. La Ley 41/2002 de 14 de noviembre en el artículo 9.3.c dice que los niños menores de 12 años no pueden tomar sus propias decisiones médicas, pero que sus tutores legales deben consultarles primero para obtener la opinión del niño antes de otorgar el consentimiento en su nombre.
Los propios pacientes no pueden dar su consentimiento y el consentimiento debe otorgarse por poder cuando un paciente está legalmente incapacitado, si un médico determina, basándose en su estado físico o mental en un momento particular, que no es competente para tomar una decisión sobre su propia salud, y no está emancipado o no tiene la madurez suficiente. Quienes otorgan el consentimiento por poder siempre deben anteponer las necesidades del paciente y su dignidad. También se debe crear documentación en situaciones en las que alguien es declarado incapaz de tomar decisiones por sí mismo mediante la creación de una declaración de incapacidad.

## Leyes que rigen las farmacias

### Concesiones administrativas
Las farmacias son un tipo de concesiones administrativas, junto con otros servicios de salud, servicios educativos, servicios sociales y servicios legales. Las farmacias son empresas privadas que forman parte de los servicios públicos de salud de España. Esto pone límites a lo que pueden y no pueden hacer.
Concesiones administrativas es un concepto legal en España que dice que a algunas entidades del sector privado se les ha otorgado la capacidad de proporcionar bienes o servicios como si fueran una entidad del sector público. Como resultado de esto, las entidades privadas deben cumplir con requisitos de gestión de servicios públicos. Han existido como un concepto legal desde hace tiempo. El Real Decreto Legislativo 1/1993, de 24 de septiembre es un ejemplo de su definición en una ley que data de 1993. Actualmente están definidas en la legislación española por la Ley 9/2017, de 8 de noviembre, de Contratos del Sector Público.
Los concesionarios están obligados legalmente a prestar el servicio en la forma especificada por el concedente. Están obligados a indemnizar a terceros si les causan daño al no cumplir los servicios definidos por el otorgante. También están obligados a operar la concesión ellos mismos y no pueden transferirla a otra parte sin el consentimiento del otorgante.

### Leyes específicas
El artículo 88 de la Ley de Medicamentos en España también exigía que los farmacéuticos vendieran medicamentos recetados por un médico.La Ley 29/2006 fue una ley sobre medicamentos y productos sanitarios en España. El Título II, Capítulo II, trata de las garantías de fabricación requeridas para los medicamentos destinados al uso humano, y de las condiciones relacionadas con la dispensación de estos medicamentos. El artículo 19.1 de la ley analiza la diferencia entre medicamentos que requieren receta médica y medicamentos que no la requieren. La ley tuvo implicaciones sobre cómo se modificó la dispensación de anticonceptivos de emergencia en las farmacias en 2009. El artículo 84 establece que «las oficinas de farmacia están obligadas a dispensar los medicamentos solicitados tanto por los particulares como por el Sistema Nacional de Salud en las condiciones reglamentariamente establecidas». El artículo 84 obligaba a los farmacéuticos a suministrar a las mujeres, a partir de septiembre de 2009, la tableta de 1,5 mg de Norlevo que tenía el código nacional 654322 y la tableta de 1,5 mg de Postinor con el código nacional 653694.

## Puntos de acceso para adquirir anticoncepción de emergencia
Entre 2009 y 2014, hubo una disminución en las ventas de anticonceptivos de emergencia a instituciones de salud, que brindan el medicamento de forma gratuita a las mujeres que lo solicitan, mientras que se registró un aumento en el número de mujeres que acceden al medicamento a través de un farmacéutico donde tenían que pagar por emergencia. anticonceptivos de su bolsillo.
En noviembre de 2004, sólo había cinco regiones en España donde las mujeres podían obtener anticoncepción de emergencia gratuitamente con receta médica en la sanidad pública. Eran Andalucía, Extremadura, Asturias, Navarra y Baleares. En abril de 2009, había diez regiones que proporcionaban anticoncepción de emergencia de forma gratuita previa prescripción sanitaria pública. Las regiones fueron Andalucía, Aragón, Asturias, Islas Baleares, Cantabria, Castilla y León, Cataluña, Extremadura, Galicia y Navarra. En septiembre de 2009, el País Vasco se convirtió en la última región en añadir a su cartera de salud pública.A finales de 2009, alrededor de 2000 de las más de 21 000 farmacias que había en España se negaron a vender anticonceptivos de emergencia.

## Problemas de acceso
Cuando la píldora estuvo disponible por primera vez en España en 2001, a menudo era difícil para las mujeres acceder a ella. Algunas mujeres jóvenes, antes del cambio en la ley, también tuvieron problemas para acceder a la anticoncepción de emergencia porque debían tener el consentimiento de un padre o tutor para obtenerla. El 17 % de las mujeres que solicitaron anticoncepción de emergencia en España en 2003 no pudieron conseguirla cuando la solicitaron a su médico, por lo que tuvieron que intentar conseguirla con otro médico, o en otro hospital o centro de salud.
A mediados de la década de 2000, no era raro que las mujeres de toda España tuvieran dificultades para acceder a la anticoncepción de emergencia. A veces, los hospitales tenían políticas internas que negaban a las mujeres el acceso a recetas para la píldora del día después, algunos médicos de los hospitales eran objetores de conciencia, algunas farmacias se negaban a tenerla en existencia y algunos farmacéuticos individuales eran objetores de conciencia. Algunos médicos también se mostraron reacios a prescribirla a menores, a pesar de que legalmente podían hacerlo sin el permiso de un tutor.
En la década de 2000, hubo problemas de acceso a la anticoncepción de emergencia para niñas y mujeres en la provincia de Salamanca. En general, la mayoría de los anticonceptivos no fueron financiados por el gobierno regional o nacional. Cuando las niñas y mujeres acudieron a sus centros de salud locales, los médicos podían brindarles educación sexual relacionada con la anticoncepción, el control de la natalidad y otros temas relacionados con la salud sexual y reproductiva debido a la brevedad de la visita. Las niñas y mujeres que acudían a centros de atención de urgencia adscritos a su centro de salud local estaban preocupadas por la privacidad y por el mantenimiento de registros de su solicitud de ese medicamento.
En 2011, las mujeres tenían más probabilidades de experimentar dificultades para acceder a la anticoncepción de emergencia en un centro de salud pública que en una farmacia. El 11,3 % de las niñas y mujeres de España tuvieron dificultades para acceder a la anticoncepción de emergencia ese año. Esto varió según la región: el 18,4 % de las niñas y mujeres de Madrid tuvieron dificultades para acceder a la anticoncepción de emergencia ese año. Al 11,7 % en España no se les proporcionó de forma gratuita en un centro de salud que debería haberlo hecho. Al 2,3 % de las niñas y mujeres en España se les negó el acceso a la anticoncepción de emergencia porque les dijeron que habían sido demasiado tiempo desde que tuvo lugar la relación sexual de riesgo.
En 2013, el 3,3 % de las mujeres que buscaban anticonceptivos de emergencia tuvieron dificultades para acceder a ellos. Esto representó una disminución importante respecto a dos años antes, cuando la tasa era del 11,3 %. El 12,5 % de los problemas registrados relacionados con el acceso a la anticoncepción de emergencia en 2013 tuvieron lugar en centros de planificación familiar, mientras que el 2,4 % tuvo lugar en farmacias y el 2,2 % en atención primaria de salud. El 35,2 % de las mujeres que tuvieron problemas para encontrarlo en las farmacias acudieron a otra farmacia para intentar conseguir anticonceptivos de emergencia.
En 2022 los sesgos y las preferencias específicas relacionadas con tipos específicos de métodos anticonceptivos por parte de los profesionales médicos de la salud pública podían en ocasiones ser un problema para las mujeres que acceden a la anticoncepción de emergencia y otros métodos anticonceptivos en la salud pública española.

### Desinformación
Una encuesta de 2011 realizada por la Sociedad Española de Anticoncepción encontró que el 53,4 % de las mujeres pensaba que la anticoncepción de emergencia era abortiva a pesar de no serlo. A finales de la década de 2010, una barrera importante para acceder a la anticoncepción de emergencia era la cantidad de información errónea a la que se accedía sobre su uso. Otra información errónea era que conduciría a una disminución de la tasa de natalidad en España. Esto resultó ser falso.
Se difundió información errónea de que el uso generalizado de la anticoncepción de emergencia en la sociedad española daría lugar a que las parejas participaran en actividades sexuales de mayor riesgo y aumentarían el riesgo de contraer ITS. Esta afirmación se difundió a pesar de que no había pruebas de ello y de que un estudio demostraba que las dos actividades no estaban relacionadas. Ese estudio demostró que, por el contrario, el 96,7 % de las parejas no dejaron de utilizar la anticoncepción de emergencia.

### Necesidad de una receta
Javier Martínez Salmeán, jefe de Ginecología del Hospital Severo Ochoa de Madrid, dijo en mayo de 2009 que la necesidad de receta médica para acceder a la anticoncepción de emergencia contribuía a los problemas de acceso. Martínez Salmeán fue miembro de un comité de expertos que asesoró al gobierno español cuando estaban redactando cambios a las leyes de aborto de España ese año. Las mujeres que necesitaban recetas para anticonceptivos y anticonceptivos de emergencia en 2022 siguieron teniendo una barrera para el acceso en algunos casos. En 2010, la necesidad de pedir una receta para obtener la píldora del día después de forma gratuita en la salud pública causaba mucha vergüenza a algunas niñas y mujeres y creó problemas de acceso. Alrededor del 51,9 % de las mujeres que intentaron comprar anticonceptivos o anticonceptivos de emergencia sin receta en 2022 sin receta vieron su solicitud denegada por un farmacéutico.La necesidad de una receta para EllaOne entre 2009 y 2015 creó un problema de acceso, porque las niñas y mujeres primero necesitaban obtener la receta y luego ir a una farmacia y comprarla.

### Pruebas de embarazo
A mediados de la década de 2000, era especialmente difícil para las mujeres de las zonas rurales de Aragón tener acceso a la píldora del día después. Algunas mujeres tuvieron problemas de acceso porque sus médicos les exigieron que se hicieran una prueba de embarazo antes de administrarles la píldora poscoital. Algunos médicos parecían hacerlo por motivos de salud, mientras que otros lo hacían por razones morales. Creaba una barrera adicional de acceso porque las pruebas de embarazo no siempre estaban disponibles de inmediato o tenían que salir del centro de salud para ir a una farmacia a hacerse una prueba de embarazo, hacérsela y luego regresar antes de que un médico les dispensara la anticoncepción de emergencia.A las niñas y mujeres jóvenes de la provincia de Zamora, algunos médicos les exigieron que se hicieran una prueba de embarazo a principios y mediados de la década de 2000 antes de estar dispuestos a recetarles anticonceptivos de emergencia.

### Horarios y ubicaciones de farmacias y centros de salud
A principios de la década de 2000, la época en la que los lugares que prescribían anticonceptivos de emergencia y los dispensaban en Cataluña dificultaban mucho el acceso de niñas y mujeres. En la década de 2000, hubo problemas de acceso a la anticoncepción de emergencia para niñas y mujeres en la provincia de Salamanca. Si las niñas querían ir al centro de salud local para obtener una receta, el horario de apertura significaba que a menudo tenían que faltar a clases o al trabajo para ir allí.
A mediados de la década de 2000, era especialmente difícil para las mujeres de las zonas rurales de Aragón tener acceso a la píldora del día después. Si bien la región tenía 731 municipios, no todos tenían centros de salud u otro tipo de establecimientos de salud abiertos las veinticuatro horas del día.La falta de farmacias abiertas las 24 horas y centros médicos cercanos en la provincia de León provocó problemas de acceso a finales de la década de 2010 y principios de la de 2020.

### Pandemia de COVID-19 en España
Durante el primer año de la pandemia de COVID-19 en España, de marzo de 2020 a marzo de 2021, sólo el 3 % de las mujeres en edad fértil en España utilizaron anticoncepción de emergencia. Este fue el porcentaje más bajo de mujeres que lo utilizan desde 2009, cuando estuvo disponible en las farmacias sin receta. También fue un período en el que las mujeres en España tuvieron uno de los números más bajos de relaciones sexuales de la historia reciente. Las mujeres que compraron anticonceptivos de emergencia durante la pandemia tenían en su mayoría entre 20 y 25 años, y solo un porcentaje muy pequeño tenía menos de 18 años. La mayoría tenía parejas estables y la pareja no deseaba tener hijos en ese momento. HRA Pharma vendió alrededor de 540 000 unidades de anticonceptivos de emergencia, incluido EllaOne, en 2020. Esto fue menos que un promedio de 600 000 unidades vendidas al año durante los cinco años anteriores.
La pandemia de COVID-19 en España también creó una serie de problemas de acceso relacionados con los cierres y el confinamiento. Las mujeres que necesitaban recetas gratuitas a menudo encontraban dificultades al tratar de conseguir citas con médicos de salud pública que pudieran recetar anticonceptivos de emergencia. Cuando las mujeres se pusieron en contacto con los médicos que los recetaban, muchas intentaron alentarlas a utilizar tipos de anticonceptivos de acción prolongada, como el DIU, para tratar de evitar que las mujeres regresaran varias veces a la salud pública con fines anticonceptivos. El acceso a los anticonceptivos, incluido el acceso a los anticonceptivos de emergencia, se hizo más difícil en España durante la pandemia porque algunos inmigrantes no hablaban el idioma lo suficientemente bien y no conocían el sistema de salud. Dificultó el acceso a estos medicamentos.
La pandemia impactó la vida sexual de las mujeres, especialmente en Andalucía. El 52,7 % de las mujeres en España mantuvo relaciones sexuales sin protección en ese periodo, siendo esta cifra el 59,3 % en Andalucía. Durante la pandemia, el 65 % de las niñas y mujeres de entre 16 y 34 años en Andalucía afirmaron tener relaciones sexuales al menos una vez a la semana. El 40 % dijo que las niñas y mujeres en Andalucía dijeron que su vida sexual se había vuelto más difícil, y que las niñas y mujeres ya no compraban anticonceptivos por una serie de razones, como las dificultades económicas como resultado de la pandemia, restricciones de bloqueo que hacían más difícil salir de casa para ir a una farmacia a comprar anticonceptivos o ver a un ginecólogo.
El Centro de Planificación Familiar de León, ubicado en la calle Frontón en León, proporcionó la píldora poscoital de forma gratuita, pero sólo en caso de dificultades económicas porque el medicamento no estaba financiado por la seguridad social. También se vio obligado a cerrar durante el confinamiento duro. Finalmente reabrió sus puertas en junio de 2020, funcionó cinco días a la semana y comenzó a operar con normalidad nuevamente en septiembre de 2020.

### Objeción de conciencia
A pesar de que la anticoncepción de emergencia no es abortiva, algunos profesionales médicos todavía la consideran abortiva. Como resultado, su objeción a la anticoncepción de emergencia por esos motivos ha creado barreras al acceso de niñas y mujeres.
En la década de 2000, hubo problemas de acceso a la anticoncepción de emergencia para niñas y mujeres en la provincia de Salamanca. Las niñas y las mujeres también tenían que preocuparse por los objetores de conciencia tanto en su centro de salud como en su farmacia local que les negaban el acceso a la anticoncepción de emergencia, alegando razones morales. Las niñas y mujeres jóvenes de la provincia de Zamora encontraron problemas similares con médicos que afirmaban que la anticoncepción de emergencia era abortiva cuando en ese momento no se consideraba legalmente así.
La objeción de conciencia, especialmente entre los médicos católicos que consideraban abortiva la anticoncepción de emergencia, representó un obstáculo para que las niñas y mujeres en Cataluña a principios de la década de 2000 tuvieran acceso a la anticoncepción de emergencia. A mediados y finales de la década de 2000, algunas farmacias no vendían condones ni anticonceptivos de emergencia porque eran objetores de conciencia. El cambio de ley de 2009 que exige que las farmacias lo almacenen tenía como objetivo aliviar este problema. En 2009, las mujeres de toda España a menudo tuvieron problemas para acceder a la anticoncepción de emergencia porque los médicos y farmacéuticos les negaron el acceso, alegando que eran objetores de conciencia. En ese momento, había alrededor de 21 000 farmacias en España y el gobierno dijo en relación con la nueva ley sobre el aborto que las mujeres podían simplemente ir a un farmacéutico cercano si uno se negaba a venderles.
La ministra de Igualdad, Bibiana Aído, afirmó que, tras el cambio, los farmacéuticos deberán vender anticonceptivos de emergencia. Las Facultades de Farmacia de diferentes lugares de España no estuvieron de acuerdo, alegando el derecho a la objeción de conciencia. 4000 farmacéuticos firmaron una carta en 2009 dirigida a la ministra de Sanidad de España, Trinidad Jiménez, para decir que se oponían a que se pidiera a los farmacéuticos que distribuyeran anticonceptivos de emergencia.
La Red Farmacia Responsable se creó en respuesta al anuncio del Ministerio de Sanidad en marzo de 2009 de que la anticoncepción de emergencia estaría disponible en las farmacias sin receta médica. Los miembros creían que era irresponsable dispensarlo de esa manera o sin el conocimiento de los padres. El grupo aconsejó a los farmacéuticos cómo oponerse a su manipulación.
En España en 2011, el 25 % de las personas con dificultad para acceder a la anticoncepción de emergencia no la recibieron en farmacia y tuvieron que acudir a otra. La tasa fue superior en Madrid, con un 27,7 %. Al 40,7 % en España se le negó el acceso a un centro sanitario. El porcentaje fue mucho mayor en Madrid donde al 63,8 % se le negó la anticoncepción de emergencia en la sanidad pública. En España, el 6,2 % fueron derivados por sanidad pública a una farmacia en lugar de facilitarles anticoncepción de emergencia.
En 2015, catorce farmacias y diecisiete farmacéuticos de Cataluña, de un total de 3100 farmacias de la región, se habían declarado objetores de conciencia a la distribución de anticonceptivos de emergencia. No hay ninguna farmacia de la provincia de Lérida que se encuentre entre las catorce de Cataluña en 2015 que se negaron a vender anticoncepción de emergencia. Esto incluye las farmacias en Ponent.
Una encuesta realizada en 2022 por Torre de Barcelona a diferentes farmacias de Barcelona encontró que muchos farmacéuticos del Eixample creían que la anticoncepción de emergencia solo debería distribuirse con receta médica. A partir de octubre de 2022, las farmacias del Eixample de Barcelona, Sarrià-Sant Gervasi, Les Corts y de toda España debían facilitar gratuitamente anticonceptivos de emergencia a las mujeres que lo solicitaran. Los farmacéuticos que se opongan a la distribución de anticonceptivos de emergencia podrían, como resultado de la nueva legislación nacional, ser multados con hasta un millón de euros.
Los farmacéuticos de la Comunidad de Madrid discutieron la nueva ley nacional de derechos reproductivos de las mujeres de 2022 que exigía que los farmacéuticos llevaran y dispensaran anticonceptivos de emergencia o enfrentarían multas de entre 90 000 y 1 millón de euros. Entre los miembros del grupo se encontraban farmacéuticos de Lavapiés, Embajadores, Puerta del Ángel y Acacias. La discusión fue acalorada porque muchos farmacéuticos tenían opiniones firmes sobre el tema y algunos no planeaban almacenarlo ni dispensarlo a pesar de las consecuencias.
| Región             | Año  | A quién se aplica | Ley | Ref.                          |
| ------------------ | ---- | ----------------- | --- | ----------------------------- |
| España             | 2015 | Farmacéuticos/as  | Sentencia del Tribunal Constitucional 145/2015, de 25 de junio Artículo 16 de la Constitución Española | [ 137 ] [ 19 ] [ 138 ] [ 99 ] |
| Andalucía          | 2007 | Farmacéutico/as   | Sentencia del Tribunal Superior de Justicia de Andalucía de 8 de enero de 2007                         | [ 44 ]                        |
| Cantabria          | 2001 | Farmacéutico/as   | Ley 7/2001 de 19 de diciembre de ordenación farmacéutica de Cantabria                                  | [ 44 ]                        |
| Castilla-La Mancha | 2005 | Farmacéutico/as   | Ley 5/2005 de 27 de junio de Ordenación del Servicio Farmacéutico de Castilla-La Mancha                | [ 44 ]                        |
| Cataluña           | 1991 | Farmacéutico/as   | Ley 31/91, de 13 de diciembre, de Ordenación Farmacéutica                                              | [ 15 ]                        |
| Galicia            | 1999 | Farmacéutico/as   | Ley 5/1999 de 21 de mayo de Ordenación Farmacéutica de Galicia                                         | [ 44 ]                        |
| La Rioja           | 1998 | Farmacéutico/as   | Ley 8/1998 de 16 de junio de Ordenación Farmacéutica de la Comunidad Autónoma de la Rioja              | [ 44 ]                        |
| Navarra            | 2000 | Farmacéutico/as   | Artículo 11.2 de la Ley 12/2000, de 16 de noviembre                                                    | [ 27 ]                        |

#### Fundamentos legales de la objeción de conciencia
Los médicos y farmacéuticos que alegan objeción de conciencia al aborto y a la anticoncepción de emergencia, a menudo reclaman protección basada en el artículo 30.2 de la Constitución española. El artículo específico de la ley se refiere expresamente a la objeción de conciencia en el contexto de las obligaciones militares. El texto no sugiere que tenga una aplicación más amplia más allá del ámbito militar.

### Coste de la anticoncepción de emergencia
El coste ha sido un problema para muchas mujeres, especialmente las jóvenes, a principios de la década de 2000 en Cataluña, cuando la anticoncepción de emergencia, con receta médica, costaba alrededor de 19 €. El coste de la anticoncepción de emergencia, alrededor de 19 € en 2006, fue un impedimento para que algunas mujeres jóvenes, especialmente adolescentes, accedieran a la anticoncepción de emergencia en la provincia de Zamora.
En Cataluña, en 2011, EllaOne costaba unos 33 €, además de requerir receta médica. El costo era prohibitivo para algunas mujeres que buscaban este tipo particular de anticoncepción de emergencia. En 2019, el coste de la pastilla del día después fue de 28,50 € para la marca EllaOne. La empresa justificó el alto precio diciendo que lo hacía disponible, pero al mismo tiempo intentaba disuadir a las mujeres de usarlo y optar por opciones anticonceptivas más tradicionales como el condón.

### Educación
La falta de educación sobre la anticoncepción de emergencia, tanto por parte de las mujeres como de los profesionales de la salud, ha sido una barrera para acceder al medicamento.En 2021, uno de los mitos predominantes en España era que la anticoncepción de emergencia sólo se podía tomar durante 24 horas tras mantener relaciones sexuales sin protección. La realidad es que la pastilla del día después se puede tomar hasta cinco días después de haber tenido relaciones sexuales sin protección. La falta de educación hizo que algunas niñas y mujeres no buscaran anticonceptivos de emergencia.

### Seguimiento de datos
Cuando una mujer que tenía acceso a la salud pública solicitó anticoncepción de emergencia en 2008, dependiendo de la región, los datos a menudo se colocaban en su tarjeta SIP para permitirle solicitarlos y almacenar la información en el sistema de salud regional. En 2008, algunas regiones tenían sus propios registros que recopilaban información mínima, como quién recetó el medicamento, dónde se recetó, número asociado con el centro donde se recetó, fecha en que se recetó, edad de la mujer que obtuvo la receta, cuántas veces la mujer había usado anteriormente la anticoncepción de emergencia, cuánto tiempo hacía que la había tomado por última vez si la había usado anteriormente y, a veces, otra información de identificación personal. El tipo de datos recopilados de una región a otra no fue homogéneo, ya que no existía un estándar nacional con respecto al registro de la administración de anticoncepción de emergencia como sí lo había para el aborto en España. A veces, el tipo de datos solicitados parecía entrar en conflicto con las leyes de protección de datos de España a pesar de las obligaciones del secreto profesional. Esto inquietó a algunas mujeres porque sentían que esos datos violaban su privacidad. Las niñas y mujeres de la provincia de Salamanca que acudieron a centros de atención de urgencia adscritos a su centro de salud local en la década de 2000 estaban preocupadas por la privacidad y por el mantenimiento de registros de su solicitud de ese medicamento.

### Oposición a la anticoncepción de emergencia
Hubo algunos grupos que se opusieron activamente a un acceso más liberal a la anticoncepción de emergencia y trataron de alentar a los líderes políticos locales, regionales y nacionales a restringir el acceso a ella en general o entre ciertos grupos, como los menores. A nivel nacional, estos grupos incluían la Iglesia Católica y la Confederación Católica de Padres de Alumnos (Concapa). La Iglesia Católica consideraba que la anticoncepción de emergencia era abortiva y que tomarla equivalía a cometer un asesinato. En ocasiones, estos grupos difundieron información errónea sobre la anticoncepción de emergencia, como que empeora la salud de las mujeres o reduce sus posibilidades de quedar embarazada más adelante.
El 27 de abril de 2001, la Conferencia Episcopal Española emitió un comunicado sobre la anticoncepción de emergencia. Afirmó que no era un medicamento y que perjudicaba a las mujeres debido a las altas dosis de hormonas administradas. Criticó al gobierno por desviar recursos de los servicios sanitarios para financiar un medicamento que no mejora la salud de los ciudadanos españoles. También afirmó que la píldora del día después no era un anticonceptivo porque no impedía la concepción, sino que el óvulo se implantara en el revestimiento del útero. Además, afirmó que la anticoncepción de emergencia era una nueva forma de aborto temprano que destruye la vida humana en la primera fase de desarrollo.
En mayo de 2009, la Conferencia Episcopal Española (CEE) emitió una declaración en respuesta a un anuncio del gobierno nacional de que la anticoncepción de emergencia pronto estaría disponible en las farmacias sin receta, diciendo que la CEE considera que la anticoncepción de emergencia es una forma de aborto, y no simplemente un tipo de anticoncepción. También dijeron que la anticoncepción de emergencia tenía consecuencias negativas para la salud de las niñas y mujeres que la tomaban.
Derecho a Vivir, Hazte Oír, Médicos por la Vida y Provida Madrid organizaron una marcha el 27 de octubre de 2009 que se extendió desde la Puerta del Sol de Madrid hasta la Puerta de Alcalá para protestar por los cambios a la ley del aborto en España y el hecho de que las mujeres, y específicamente las niñas bajo la ley de 18 años, ahora puede solicitar anticoncepción de emergencia en una farmacia sin necesidad de receta médica.
El Instituto de Política Familiar de Baleares (IPF) afirmó en noviembre de 2010 que la anticoncepción de emergencia «está siendo utilizada regularmente como anticonceptivo por las mujeres en las Islas Baleares». Además, afirmaron, «puede conllevar graves complicaciones para la salud de la mujer y, sobre todo, su venta a menores, ya que a las niñas no se les pide el DNI en el momento de la dispensación».

### Activismo feminista y de derechos reproductivos
Las feministas de Madrid apoyaron el cambio de ley en mayo de 2009 que hizo que la anticoncepción de emergencia estuviera disponible sin receta, junto con el requisito de que todas las farmacias la tuvieran en sus inventarios, porque la anticoncepción de emergencia era una forma de anticoncepción y no una forma de aborto. Las representantes de la Asamblea Feminista de Madrid hablaron con los medios de comunicación sobre su apoyo a la decisión en mayo de 2009.
En 2009, la Sociedad Canaria de Contracepción (SCC) dijo que el gobierno debería subsidiar la anticoncepción en las Islas Canarias para ayudar a reducir el número de embarazos adolescentes. También destacaron que la anticoncepción de emergencia no es abortiva, sino que es una forma de anticoncepción que sólo debe usarse en raras ocasiones, y que un mayor uso de la anticoncepción de emergencia podría disminuir los abortos en un 70 %.
El 10 de febrero de 2011 en la Universidad Complutense de Madrid (UCM), la Sociedad Española de Contracepción y Chiesi España lanzaron una campaña denominada Píldora del Día Anterior. El objetivo de la campaña era reducir el número de embarazos no deseados y enfermedades de transmisión sexual entre los jóvenes. Consistía en repartir cajas con una pastilla ficticia y un folleto que hablaba de los métodos anticonceptivos a los que podían acceder los estudiantes en la universidad.
La Sociedad Española de Contracepción y la Fundación Española de Contracepción lanzaron una campaña en septiembre de 2011 sobre las consecuencias de las relaciones sexuales sin protección entre los jóvenes, incluyendo el hecho de que España tenía alrededor de 11 000 abortos al año y que el porcentaje de personas con infecciones de transmisión sexual iba en aumento en toda España. La campaña se lanzó en la Universidad Complutense de Madrid, donde planeaban distribuir 5000 unidades de anticonceptivos de emergencia de forma gratuita a los estudiantes.El 8 de marzo de 2012, Día Internacional de la Mujer, más de 1000 mujeres salieron a las calles de Valladolid para exigir la igualdad de las mujeres. Entre sus demandas estaba un acceso más fácil a la anticoncepción de emergencia.